# Sergey Bida
Sergey Olegovich Bida (en russe, Сергей Олегович Бида, né le 13 février 1993 à Moscou) est un escrimeur russe pratiquant l'épée.
C’est le fils de Yelena Grishina et le petit-fils de Valentina Rastvorova. Il a épousé l'épéiste Violetta Khrapina.
À la suite de l'invasion russe de l'Ukraine, Bida et Khrapina ont fui la Russie en juin 2023 pour s'installer aux États-Unis. Ne bénéficiant pas de la nationalité américaine, Bida a pu participer aux Championnats des États-Unis en tant qu'athlète neutre, après avoir signé une déclaration écrite dénonçant les actions de la Russie et de la Biélorussie mais sa carrière internationale est suspendue. 
En décembre 2022, Sergey Bida publie sur Instagram « I'm against the war, I don't want to be associated with this war. I express my support to all Ukrainians. » (je suis contre la guerre, je ne veux pas être associé à cette guerre. J'exprime mon soutien à tous les Ukrainiens). 
Sergey et Violetta Bida font l'objet de mandats d'arrêt de la Russie. 

## Palmarès
- Jeux olympiques
  -  Médaille d'argent par équipes aux Jeux olympiques de 2020 à Tokyo

- Championnats du monde
  -  Médaille d'argent en individuel aux championnats du monde d'escrime 2019 à Budapest

- Championnats d'Europe
  -  Médaille d'or par équipes aux championnats d'Europe d'escrime 2018 à Novi Sad
  -  Médaille d'or par équipes aux championnats d'Europe d'escrime 2017 à Tbilissi
  -  Médaille de bronze par équipes aux championnats d'Europe d'escrime 2014 à Strasbourg